# Delonix velutina
Delonix velutina es una especie de leguminosa de la familia Fabaceae. Se encuentra únicamente en Madagascar.

## Taxonomía
Delonix velutina fue descrita por René Paul Raymond Capuron y publicado en Adansonia: recueil périodique d'observations botanique, n.s. 8(1): 12–15, pl. 1. 1968.
Etimología
Delonix: nombre genérico que deriva de las palabras griegas δηλος ( delos ), que significa "evidente", y ονυξ ( ónix ), que significa "garra", refiriéndose a la forma de los pétalos
velutina: epíteto